# Bảo tàng giáo dục Seoul
Bảo tàng Giáo dục Seoul là bảo tàng nằm ở Seoul, Hàn Quốc.